# Kaiu
Kaiu (em estoniano:  Kaiu vald) é um município rural estoniano localizado na região de Raplamaa.